# Korea National League 2015
Die Korea National League 2015 war die dreizehnte Spielzeit der dritthöchsten südkoreanischen Fußballliga unter diesem Namen.

## Teilnehmer und ihre Spielstätten
| Team                                    | Stadt     | Heimstadion                          | Kapazität |
| --------------------------------------- | --------- | ------------------------------------ | --------- |
| Busan Transportation Corporation FC     | Busan     | Busan-Gudeok-Stadion                 | 24.363    |
| Changwon City FC                        | Changwon  | Changwon-Fußballcenter               | 15.500    |
| Cheonan City FC                         | Cheonan   | Cheonan-Stadion                      | 32.000    |
| Daejeon Korail FC                       | Daejeon   | Daejeon-Hanbat-Sports-Komplex        | 20.618    |
| Gangneung City FC                       | Gangneung | Gangneung-Stadion                    | 22.333    |
| Gimhae City FC                          | Gimhae    | Gimhae-Stadion                       | 30.000    |
| Gyeongju Korea Hydro & Nuclear Power FC | Gyeongju  | Gyeongju-Stadion                     | 12.199    |
| Mokpo City FC                           | Mokpo     | Internationales Fußball-Center Mokpo | 5.952     |
| Ulsan Hyundai Mipo Dolphin FC           | Ulsan     | Ulsan-Stadion                        | 19.665    |
| Yongin City FC                          | Yongin    | Yongin-Fußballstadion                | 12.000    |

## Abschlusstabelle
| Pl. | Verein                                  | Sp. | S  | U  | N  | Tore    | Diff. | Punkte |
| --- | --------------------------------------- | --- | -- | -- | -- | ------- | ----- | ------ |
| 1.  | Ulsan Hyundai Mipo Dolphin FC           | 27  | 13 | 11 | 3  | 047:240 | +23   | 50     |
| 2.  | Changwon City FC                        | 27  | 13 | 7  | 7  | 037:330 | +4    | 46     |
| 3.  | Gyeongju Korea Hydro & Nuclear Power FC | 27  | 12 | 9  | 6  | 039:270 | +12   | 45     |
| 4.  | Mokpo City FC                           | 27  | 12 | 8  | 7  | 030:210 | +9    | 44     |
| 5.  | Daejeon Korail FC                       | 27  | 8  | 9  | 10 | 036:270 | +9    | 33     |
| 6.  | Yongin City FC                          | 27  | 8  | 9  | 10 | 025:290 | −4    | 33     |
| 7.  | Gimhae City FC                          | 27  | 6  | 11 | 10 | 029:390 | −10   | 29     |
| 8.  | Cheonan City FC                         | 27  | 6  | 10 | 11 | 027:390 | −12   | 28     |
| 9.  | Gangneung City FC                       | 27  | 5  | 12 | 10 | 020:290 | −9    | 27     |
| 10. | Busan Transportation Corporation FC     | 27  | 5  | 8  | 14 | 024:460 | −22   | 23     |

## Meisterschafts-Spiele
Die Plätze 1 bis 4 spielten um die Meisterschaft. Im Viertelfinale spielten zunächst der 4. gegen den 3. und der Gewinner daraus gegen den 2. der Korean National League. Der Gewinner dieses Spieles wiederum traf in Hin- und Rückspiel auf den 1. der Korean National League. Der Sieger wurde Korean National League 2015-Meister.
Viertelfinale
|                                         | Ergebnis |               |
| --------------------------------------- | -------- | ------------- |
| Gyeongju Korea Hydro & Nuclear Power FC | 2:0      | Mokpo City FC |

Halbfinale
|                  | Ergebnis        |                                         |
| ---------------- | --------------- | --------------------------------------- |
| Changwon City FC | 0:0 (5:6 i. E.) | Gyeongju Korea Hydro & Nuclear Power FC |

Finale
|                               | Gesamt |                                         | Hinspiel | Rückspiel |
| ----------------------------- | ------ | --------------------------------------- | -------- | --------- |
| Ulsan Hyundai Mipo Dolphin FC | 2:0    | Gyeongju Korea Hydro & Nuclear Power FC | 1:0      | 1:0       |